# The Last Samurai (soundtrack)
The Last Samurai is de originele soundtrack van de film met dezelfde naam, gecomponeerd door Hans Zimmer. Het album werd uitgebracht op 25 november 2003 door Elektra Records en Warner Music Group.
De muziek werd uitgevoerd door het Hollywood Studio Symphony onder leiding van Blake Neely. De zang in de muziek komt van Delores Clay en de chant door Benjamin Hale. Het Japanse snaarinstrument Koto werd uitgevoerd door Junu Kuramoto. Voor de productie van de soundtrack ging Zimmer speciaal naar Japan om de lokale volksmuziek en cultuur te bestuderen. Additioneel muziek is gecomponeerd door Trevor Morris, Blake Neely en Geoff Zanelli. Zimmer ontving in 2004 een Golden Globe Award-nominatie in de categorie: Best Original Score - Motion Picture.

## Solisten
- Craig Eastman - fiddle
- Stephen Erdody - cello
- Emil Richards - taiko
- Bill Schultz - shakuhachi
- Fred Selden - fluit
- Hans Zimmer - synthesizer

## Nummers
| Nr.: | Titel:                   | Duur: |
| ---- | ------------------------ | ----- |
| 1    | A Way of Life            | 8:03  |
| 2    | Spectres in the Fog      | 4:07  |
| 3    | Taken                    | 3:35  |
| 4    | A Hard Teacher           | 5:44  |
| 5    | To Know My Enemy         | 4:48  |
| 6    | Idyll's End              | 6:40  |
| 7    | Safe Passage             | 4:56  |
| 8    | Ronin                    | 1:53  |
| 9    | Red Warrior              | 3:56  |
| 10   | The Way of the Sword     | 7:59  |
| 11   | A Small Measure of Peace | 7:59  |

Bonus, alleen als muziekdownload.
| 12 | The Charge | 4:39 |

## Hitnoteringen

### VlaamseUltratop 100Albums
| Hitnotering: 31-01-2004 t/m 27-03-2004 | Hitnotering: 31-01-2004 t/m 27-03-2004 | Hitnotering: 31-01-2004 t/m 27-03-2004 | Hitnotering: 31-01-2004 t/m 27-03-2004 | Hitnotering: 31-01-2004 t/m 27-03-2004 | Hitnotering: 31-01-2004 t/m 27-03-2004 | Hitnotering: 31-01-2004 t/m 27-03-2004 | Hitnotering: 31-01-2004 t/m 27-03-2004 | Hitnotering: 31-01-2004 t/m 27-03-2004 | Hitnotering: 31-01-2004 t/m 27-03-2004 | Hitnotering: 31-01-2004 t/m 27-03-2004 |
| Week:                                  | 1                                      | 2                                      | 3                                      | 4                                      | 5                                      | 6                                      | 7                                      | 8                                      | 9                                      |                                        |
| -------------------------------------- | -------------------------------------- | -------------------------------------- | -------------------------------------- | -------------------------------------- | -------------------------------------- | -------------------------------------- | -------------------------------------- | -------------------------------------- | -------------------------------------- | -------------------------------------- |
| Positie:                               | 41                                     | 27                                     | 28                                     | 38                                     | 65                                     | 65                                     | 69                                     | 95                                     | 93                                     | uit                                    |

### NPO Klassiek Filmmuziek Top 200
| The Last Samurai in de NPO Klassiek Filmmuziek Top 200 | The Last Samurai in de NPO Klassiek Filmmuziek Top 200 | The Last Samurai in de NPO Klassiek Filmmuziek Top 200 | The Last Samurai in de NPO Klassiek Filmmuziek Top 200 |
| Jaar                                                   | 2023                                                   | 2024                                                   | 2025                                                   |
| ------------------------------------------------------ | ------------------------------------------------------ | ------------------------------------------------------ | ------------------------------------------------------ |
| Positie                                                | 99                                                     | 98                                                     | 111                                                    |

## Prijzen en nominaties
Zimmer ontving enkele prijzen en nominaties, de belangrijkste:
| Jaar | Prijs                 | Categorie        | Genomineerde(n) | Uitslag     |
| ---- | --------------------- | ---------------- | --------------- | ----------- |
| 2004 | Golden Globe          | Beste filmmuziek | Hans Zimmer     | Genomineerd |
| 2004 | Critics' Choice Award | Beste filmmuziek | Hans Zimmer     | Genomineerd |
| 2004 | Satellite Award       | Beste soundtrack | Hans Zimmer     | Gewonnen    |